# Malo selo
Malo selo (bulgariska: Мало село) är ett distrikt i Bulgarien.   Det ligger i kommunen Obsjtina Bobovdol och regionen Kjustendil, i den västra delen av landet, 50 km sydväst om huvudstaden Sofia.
Trakten runt Malo selo består till största delen av jordbruksmark. Runt Malo selo är det ganska tätbefolkat, med 104 invånare per kvadratkilometer.